# Charlotte Aglaé của Orléans
Charlotte Aglaé của Orléans (tiếng Pháp: Charlotte Aglaé d'Orléans; tiếng Ý: Carlotta Aglaia di Orléans; 22 tháng 10 năm 1700 – 19 tháng 1 năm 1761) là con gái thứ ba của Philippe II xứ Orléans và Françoise Marie de Bourbon, và khi sinh ra là một princesse du sang (Tông nữ Pháp). Thông qua cuộc hôn nhân với Francesco III d'Este, Charlotte Aglaé là Công tước phu nhân xứ Modena và Reggio và có mười người con, bao gồm Ercole III d'Este, Công tước xứ Modena.

## Tuổi trẻ

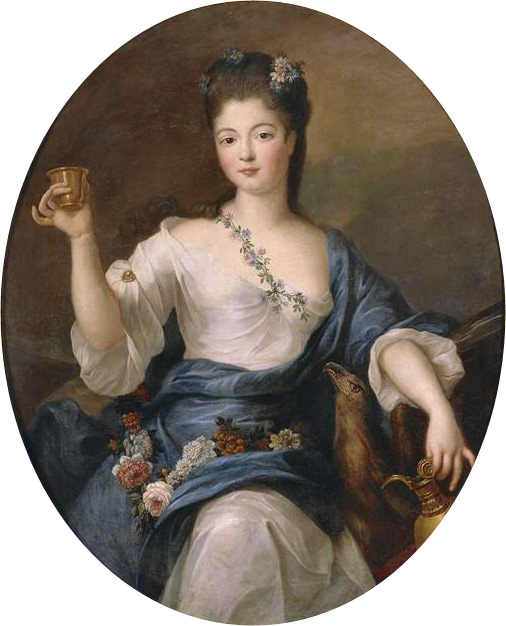
Tranh của Pierre Gobert phác họa Charlotte Aglaé trong vai nữ thần Hebe

Charlotte Aglaé của Orléans sinh ra tại Palais-Royal, là một trong tám người con của Philippe II xứ Orléans, và Françoise Marie de Bourbon, con gái được hợp pháp hóa của Louis XIV của Pháp và tình nhân Françoise-Athénaïs, Phu nhân xứ Montespan. Cái tên thứ hai Aglaé được đặt theo nữ thần Charite trẻ nhất là Aglaea trong thần thoại Hy Lạp. Khi còn nhỏ, Charlotte Aglaé được triều đình gọi với danh xưng Mademoiselle de Valois.
Charlotte Aglaé và chị gái Louise Adélaïde được đưa vào Tu viện Chelles khi còn nhỏ, nơi mà nhiều năm sau Louise Adélaïde sẽ 'cai quản' với tư cách là viện mẫu. Năm 1714, Charlotte được cha mẹ gửi đến Tu viện Val-de-Grâce. Vào thời điểm đó, cuộc hôn nhân của công nữ trở thành mối bận tâm của gia đình. Chị gái của Charlotte là Marie Louise Élisabeth gợi ý rằng em gái nên kết hôn với Louis Armand de Bourbon, con trai của François Louis, Thân vương xứ Conti và Marie Thérèse de Bourbon, nhưng Louis XIV đã phản đối cuộc hôn nhân này.
Năm 1715, Charlotte Aglaé chuyển đến Palais-Royal cùng gia đình. Vào năm sau đó, Charlotte được mẹ đề nghị kết hôn với người anh họ là Louis Auguste, Thân vương xứ Dombes, con trai của người chú là Louis Auguste, Công tước xứ Maine, nhưng Charlotte từ chối. Ngay sau đó, Charlotte đã đến sống tại Château de Saint-Cloud với bà nội là Elisabeth Charlotte xứ Pfalz, hay còn được gọi là Liselotte, Thái Công tước phu nhân xứ Orléans. Liselotte đã miêu tả cháu gái Charlotte vào thời điểm này:
Theo ta, Mademoiselle de Valois không đẹp, nhưng đôi khi cháu ấy không xấu. Charlotte có một cái gì đó giống như bùa hộ mệnh, vì đôi mắt, màu da và làn da của cháu ấy đều đẹp. Charlotte có hàm răng trắng, chiếc mũi to, xấu xí và một chiếc răng nhô ra, khi cười sẽ có tác dụng xấu

Liselotte cũng nói về cháu gái rằng:
Charlotte có nhiều nét giống với gia đình Mortemart, và cũng giống như Công tước phu nhân xứ Sforza, em gái của Montespan

Anh họ của Charlotte là Louis Henri, Công tước xứ Bourbon, đã cầu hôn công nữ thay mặt cho em trai là Charles de Bourbon, Bá tước xứ Charolais. Charlotte Aglaé được cho là đã nghiêm túc cân nhắc lời cầu hôn, tuy nhiên bị cha mẹ thẳng thừng từ chối.
Năm 1718, Charlotte Aglaé bắt đầu mối tình với Louis François Armand du Plessis, duc de Richelieu. Năm 1719, Công tước xứ Richelieu bị bắt và giam cầm tại Hem, Nord vì tham gia vào Âm mưu Cellamare. Charlotte đến thăm công tước nhiều lần trong tù. Vì muốn kết hôn với Richelieu, Charlotte đã thúc giục cha để tha thứ cho công tước.
Chị họ của Charlotte Aglaé, Louise Anne de Bourbon, là một trong những người tình của Richelieu. Hai chị em họ, dù chưa bao giờ thân thiết, đã trở thành kẻ thù không đội trời chung vì cùng có mối quan hệ với vị công tước trăng hoa. Mối thù này vẫn tiếp tục kéo dài sau khi mỗi cuộc tình đã kết thúc.

## Hôn nhân
Trái với mong muốn của Charlotte Aglaé, Philippe II chấp nhận lời cầu hôn từ Rinaldo d'Este, Công tước xứ Modena với con trai và người thừa kế là Francesco d'Este. Các kế hoạch trước đó về việc gả Charlotte cho một vương tử người Anh hoặc Carlo Emanuele III của Sardegna đã thất bại. Bà nội Liselotte được biết là người đã viết thư cho bác gái của Charlotte là Anne Marie của Orléans về lời cầu hôn. Như một điều kiện tiên quyết để giải thoát khỏi người tình Richelieu, Charlotte được quyết định là sẽ kết hôn với người thừa kế của Modena.
Theo ghi chép của Liselotte, người chồng tương lai Francesco đã phải lòng cô gái trẻ Charlotte Aglaé "ngay khi nhìn thấy bức chân dung của nàng".
Ít ai ngờ cuộc hôn nhân này sẽ thành công, vì Charlotte Aglaé không muốn rời khỏi nước Pháp. Người họ hàng xa của Charlotte là Marguerite Louise của Orléans, trước đó đã kết hôn trái ý muốn với Cosimo III de' Medici, Đại công tước xứ Toscana vào năm 1661, đã phải chịu đựng cuộc hôn nhân thảm họa, và cuối cùng buộc phải trở về Pháp trong sự hổ thẹn. Mọi người cho rằng Charlotte sẽ phải cũng chịu chung số phận. Marguerite nhận thấy sự giống nhau giữa bản thân và Charlotte và vì không thể giải quyết được tình hình, nên Marguerite từ chối nói chuyện với Charlotte về lễ cưới sắp tới:
Công tước phu nhân xứ Toscana nói rằng bà sẽ không gặp Mademoiselle de Valois cũng như không nói chuyện với cháu ấy, bà biết rất rõ nước Ý như thế nào, và tin rằng Mademoiselle de Valois sẽ không thể hòa thuận với nó. Bà sợ rằng nếu cháu gái mình có bao giờ trở về Pháp, họ sẽ nói, "Đây là phiên bản thứ hai của Đại công tước phu nhân".

Ban đầu, lễ cưới được sắp xếp vào ngày 25 tháng 1 năm 1720, nhưng bị hoãn lại cho đến tháng tiếp theo do sự giám sát của Giám mục Modena. Mặc dù vậy, giấy chứng nhận kết hôn được ký vào ngày 31 tháng 1.
Vào ngày 11 tháng 2 năm 1720, cuộc hôn nhân ủy quyền được thực hiện tại Cung điện Tuileries. Em trai của Charlotte là Công tước xứ Chartres đại diện cho người anh rể tương lai, trong khi em gái Charlotte là Louise Élisabeth giữ đuôi váy của chị gái. Sau đó, bữa tiệc được tổ chức tại Palais Royal, nơi vị vua trẻ Louis XV tham dự và tặng quà cho vị Công thế tử phi mới của Modena.

### Modena
Charlotte Aglaé đầu tiên khởi hành đến Antibes và sau đó là Genova. Khi đặt chân đến Reggio vào ngày 20 tháng 6, Charlotte gặp cha chồng, chồng và em rể vào lần đầu tiên. Lễ cưới chính thức diễn ra vào ngày 21 tháng 6 năm 1720 tại Modena. Charlotte Aglaé nhận được một khoản hồi môn khổng lồ với giá 1,8 triệu livre, một nửa trong số đó được đóng góp dưới tên của vị vua trẻ Louis XV theo lệnh của Nhiếp chính. Từ đất nước của nhà chồng, Charlotte nhận được của hồi môn gồm những viên kim cương và chân dung người chồng tương lai của mình.
Khi mẹ chồng Charlotte qua đời vào năm 1710, vị Công thế tử phi trở thành công nữ quyền lực nhất tại Modena. Mặc dù về mặt thứ bậc, Charlote không phải là fille (con gái) hay petite-fille de France (cháu gái nước Pháp), Charlotte Aglaé được phép giữ Công tước phu nhân xứ Villars ở lại với tư cách là nữ quan tại triều đình Modena, và ở đây để đại diện cho vua Pháp.

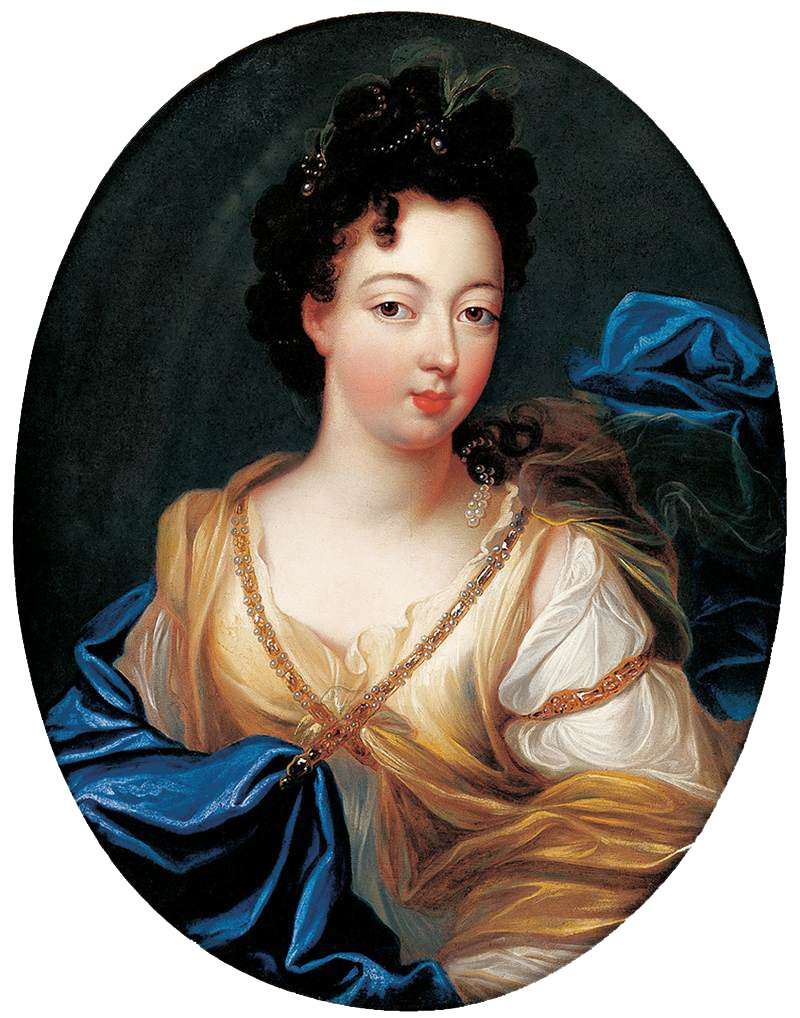
Charlotte Aglaé trước khi kết hôn, bởi Pierre Gobert

Mọi người đều được mong đợi là sẽ thức dậy rất sớm và tham dự Thánh lễ; bữa tối được phục vụ vào giờ mà nhiều quý cô sành điệu của Paris và Versailles đang nhấm nháp sô cô la buổi sáng; công việc thường ngày của gia đình công tước vào buổi chiều là đi xe ngựa, những cỗ xe ngựa di chuyển với tốc độ rất chậm; bữa tối lúc tám giờ; và mười giờ là giờ đi ngủ. Sự buồn chán của Charlotte chỉ được khuấy động khi vị sủng thần của Công tước xứ Modena là Bá tước xứ Salvatico (một người ngưỡng mộ Charlotte Aglaé) được phong làm Đại quản lý nghi lễ. Vị Bá tước đã sử dụng vị trí mới của mình để tuyên bố quyền vào phòng của công nữ bất cứ lúc nào mình muốn. Ông đã chặn thư của Charlotte từ người thân và bạn bè ở Pháp, và thậm chí còn ngăn chặn việc chuyển phát một số lá thư Công tước xứ Orléans, để tạo ấn tượng rằng Charlotte đã cãi nhau với cha mình. Ngoài ra, ông còn cung cấp những con ngựa mù và què cho cỗ xe và đồ thiếc cho bàn của Charlotte. Nói một cách ngắn gọn, Bá tước xứ Salvatico cố gắng làm phiền Charlotte hết mức có thể.
Để quên đi triều đình buồn tẻ, Charlotte Aglaé bắt đầu tổ chức những buổi họp mặt riêng tư trong phòng riêng, nơi tiếp đãi một nhóm nhỏ có sự tham dự của ba người chị gái của Francesco, bao gồm cả Enrichetta d'Este, Công tước phu nhân tương lai của Parma. Vào tháng 9 năm 1720, Charlotte Aglaé mắc bệnh đậu mùa và theo lời Liselotte, các bí tích cuối cùng đã được thực hiện. Charlotte gọi người xưng tội người Pháp là Colibeaux đến bên giường và trao cho một chiếc hộp, và ra lệnh bí mật đốt hết tất cả các giấy tờ bên trong. Có lẽ trong số giấy tờ này có những bức thư tình mà Charlotte nhận được từ Công tước xứ Richelieu. Trong thời gian bị bệnh, Francesco bị cấm gặp Charlotte, và ở lại dinh thự tại Sassuolo cho đến khi vợ bình phục. Chẳng mấy chốc, cuộc hôn nhân bị chỉ trích vì không sinh ra được đứa con nào, và mọi lời chỉ trích đều đổ dồn lên Charlotte.
Lời chỉ trích đối với hai vợ chồng khiến họ phải chạy đến Verona trong một thời gian ngắn, khiến Công tước xứ Modena rất khó chịu. Để trả đũa, Công tước xứ Modena đã cắt hết thư từ với hai người với hy vọng rằng họ sẽ trở về. Vào thời điểm này, Charlotte lần đầu tiên yêu cầu cha cho mình trở về Pháp và sống tại Versailles với gia đình. Yêu cầu này chỉ làm phức tạp thêm các kế hoạch kết hôn đã được tiến hành cho các em gái của Charlotte là Louise Élisabeth và Philippine Élisabeth.
Vào tháng 12 năm 1723, Philippe II qua đời khi Charlotte vẫn còn đang ở Ý, và em trai của Charlotte là Louis kế vị tước hiệu của Orléans. Sau cái chết của cha, Charlotte Aglaé và Francesco được yêu cầu ở lại dinh thự của công tử tại Rivalta để tránh xa triều đình Modena. Năm 1727, người tình cũ của Charlotte là Công tước xứ Richelieu đã ngụy trang để đến thăm công nữ tại Modena, và hai người lại tiếp tục mối tình. Khi mọi chuyện bị bại lộ, Francesco cho phép Charlotte trở về Pháp trong sự ghét bỏ tạm thời. Charlotte trở về Modena vào cuối năm 1727, và vào năm 1728, Charlotte và Francesco di chuyển đến Genova. Năm năm sau vào năm 1733, Charlotte trở về Pháp nhưng không được chào đón. Bà Công tước xứ Orléans, người chưa bao giờ ưa thích cô con gái này đã tỏ ra lạnh lùng. Chỉ có chevalier d'Orléans, em trai ngoại hôn cùng cha khác mẹ là người bạn thân nhất của Charlotte.
Năm 1733, Chiến tranh Kế vị Ba Lan nổ ra, do đó, Công tước xứ Modena đã đến Bologna trong khi Francesco và Charlotte Aglaé đi đến Pháp, nơi họ ở lại Lyons. Bà Công tước xứ Orléans cố gắng giữ cô con gái tai tiếng của mình tránh xa Paris và Versailles, và viết thư cho Công tước xứ Modena để đảm bảo rằng Charlotte Aglaé và Francesco ở lại Lyons. Trong khi đó, em trai của Charlotte là Louis, Công tước xứ Orléans cũng làm điều tương tự. Vào năm đó, sau nhiều lần trao đổi thư từ của Francesco với triều đình Pháp, cả hai được phép đến Paris mà không cần phải giấu tên. Họ đến vào ngày 12 tháng 3 năm 1734. Charlotte đến Palais-Royal trong sự lạnh nhạt của mọi người. Khi Charlotte gặp mẹ và em trai, không ai trong số họ cung cấp bất kỳ chỗ ở nào hoặc thức ăn.
Ban đầu, Charlotte và chồng sống tại Hôtel de Luynes Rue du Colombier (nơi con trai Benedetto chào đời), cách không xa Tu viện Saint-Germain-des-Prés. Ngay sau đó, họ chuyển đến Hôtel de Lyon tại Rue des Petits-Champs, gần hơn với nơi ở của em trai Charlotte là tại Palais-Royal. Louis trao cho Charlotte số tiền nhỏ là 25.000 écus trong thời gian chị gái ở Paris, nhưng từ chối giúp đỡ theo bất kỳ cách nào khác. Năm 1735, Francesco được triệu tập về Modena vì vấn đề của nhà nước. Charlotte Aglaé sử dụng nhan sắc để tác động đến Louis XV, để cho phép ở lại sau khi Francesco rời đi. Điều này được thực hiện với điều kiện Charlotte phải tránh xa triều đình và sống tại tu viện Val-de-Grâce, nơi Charlotte từng sống thời thơ ấu. Do sự thao túng của mẹ và em trai, Charlotte không bao giờ được vương hậu Maria Leszczyńska tiếp đón, vì sẽ gây ra quá nhiều thiệt hại bằng cách tiết lộ thân phận ẩn danh của mình. Sau đó, Francesco trở về vào tháng 5 năm 1736.
Charlotte Aglaé tiếp tục gây phiền thoái cho gia đình khi bản thân và chồng vẫn tiếp tục ở lại Paris. Một cuộc tranh cãi kịch liệt xảy ra sau đó, trong đó Charlotte và em gái Louise Élisabeth, khi đó là Thái hậu Tây Ban Nha, đã tranh cãi về một vấn đề nghi thức. Khi gia đình hoàn toàn đứng về phía Thái hậu, Charlotte ngày càng bị cô lập hơn. Một thời gian sau, Francesco phải đến Hungary. Charlotte Aglaé đã thuyết phục Hồng y Fleury để xin Louis XV một lần nữa được ở lại Paris và không phải rời đi cùng chồng, và Hồng y cũng thuyết phục gia đình Orléans chấp nhận cho Charlotte tiếp tục hiện diện tại Pháp.
Sau cái chết của Công tước Rinaldo vào năm 1737, chồng của Charlotte trở thành Francesco III, Công tước xứ Modena. Mặc dù Charlotte Aglaé có tước hiệu mới là vợ của công tước, Charlotte không nhận được sự đối xử tốt hơn ở Pháp. Mối quan hệ với gia đình trở nên tồi tệ hơn khi Charlotte Aglaé và em trai tham gia vào một vụ kiện tụng nhỏ liên quan đến tài sản gia đình. Vào tháng 6 năm 1739, Charlotte miễn cưỡng trở về Modena. Trong nỗ lực biến nơi này trở nên sang trọng, Charlotte đã quảng bá nghệ thuật bằng cách giới thiệu nhà hát theo phong cách Pháp đến Modena và đã thành công rực rỡ. Charlotte cũng thêm một đoàn ba lê vào thành phố mà bà rất tự hào. Ngoài ra, Francesco cũng thực hiện một số bổ sung cho Cung điện Modena, bao gồm một hội trường lớn là bản sao chính xác của hội trường tại Cung điện Tuileries. Trong thời gian kết hôn, Francesco đã tích lũy được một trong những bộ sưu tập chân dung đẹp nhất ở Ý.
Năm 1741, con trai cả của Charlotte là Ercole kết hôn với Maria Teresa Cybo-Malaspina, Nữ Công tước xứ Massa và Cararra. Năm 1743, do Chiến tranh Kế vị Áo, Charlotte Aglaé buộc phải xin phép trở về Paris cùng con gái cả là Maria Teresa. Yêu cầu của Charlotte ban đầu bị bỏ qua, nhưng Công tước xứ Richelieu đã sử dụng ảnh hưởng với tình nhân của Louis XV là Nữ Công tước xứ Châteauroux để có được sự chấp thuận. Khi đến Paris, Charlotte cuối cùng được chào đón bằng tất cả những vinh dự dành cho thứ bậc của mình. Khi đó, Charlotte là một người phụ nữ mập mạp và có khuôn mặt đỏ trông khá giống với cha mình. Bà sống tại Rue de Grenelle tại Faubourg Saint-Germain và trở thành bạn của Nữ Công tước xứ Châteauroux.
Sau cái chết của Nữ Công tước xứ Châteauroux, ảnh hưởng của Charlotte bị suy yếu trong một thời gian. Tuy nhiên vào năm 1744, Charlotte đã sắp xếp cho con gái Maria Teresa xứ Modena cuộc hôn nhân với Công tước xứ Penthièvre, nhà quý tộc giàu nhất nước Pháp lúc bấy giờ. Cặp đôi kết hôn vào năm 1744 và có hai người con sống đến tuổi trưởng thành. Người con cả của họ là Louis Alexandre kết hôn với Maria Teresa Luigia của Savoia, người bạn tương lai của Maria Antonia của Áo, vào năm 1767. Người con thứ hai là Louise Marie Adélaïde de Bourbon kết hôn với Công tước xứ Chartres (hay còn được gọi là Philippe Égalité trong Cách mạng Pháp năm 1789) và sinh ra Louis-Philippe I của Pháp tương lai.
Cuộc hôn nhân có lợi của Maria Teresa đã cho phép Charlotte Aglaé có tiếng nói tại chính trường Pháp trong một thời gian ngắn. Mọi thứ bắt đầu thay đổi khi Madame de Pompadour được giới thiệu tại triều đình vào năm 1745. Sau khi Hiệp ước Aix-la-Chapelle được ký kết vào năm 1748, Charlotte Aglaé đã không trở lại Modena. Đến năm 1754, có vẻ như Charlotte mất đi sự quyến rũ của mình tại Versailles, nhưng đã xoay sở để đảm bảo một cuộc hôn nhân tại Pháp cho cô con gái thứ tư là Maria Fortunata. Giống như chị gái mình, Maria Fortunata kết hôn với một trong những người anh em họ của mẹ mình là Louis François II de Bourbon, Thân vương xứ Conti, tuy cuộc hôn nhân trở nên không hạnh phúc.
Charlotte Aglaé cuối cùng trở về Modena vào năm 1759. Ở đây, Charlotte phát hiện ra rằng Francesco đã bỏ chạy với Marchesa Simonetti, một góa phụ 60 tuổi, nhưng đã quyết định để cặp đôi tự lo liệu và bắt đầu du lịch khắp châu Âu. Charlotte qua đời tại Paris tại Petit Luxembourg, nơi hai người chị em là Công tước phu nhân xứ Berry và Vương hậu Tây Ban Nha đã qua đời trước đó. Thi hài của bà được chôn cất tại Tu viện Val-de-Grâce, còn trái tim được đặt trong Nhà thờ Val-de-Grâce nhưng đã bị lấy đi và thất lạc trong Cách mạng Pháp.

## Con cái
1. Alfonso d'Este (18 tháng 11 năm 1723 – 16 tháng 6 năm 1725), qua đời khi còn nhỏ.
2. Francesco Constantino d'Este (22 tháng 11 năm 1724 – 16 tháng 6 năm 1725), qua đời khi còn nhỏ.
3. Maria Teresa Felicita d'Este (6 tháng 10 năm 1726 – 30 tháng 4 năm 1754), kết hôn với Louis Jean Marie de Bourbon, Công tước xứ Penthièvre và có con.
4. Ercole III d'Este, Công tước xứ Modena (22 tháng 11 năm 1727 – 14 tháng 10 năm 1803), kết hôn với Maria Teresa Cybo-Malaspina, Nữ Công tước xứ Massa và có con.
5. Matilde d'Este (7 tháng 2 năm 1729 – 14 tháng 11 năm 1803), qua đời khi chưa kết hôn.
6. Beatrice d'Este (14 tháng 7 năm 1730 – 12 tháng 7 năm 1731), qua đời khi còn nhỏ.
7. Beatrice d'Este (24 tháng 11 năm 1731 – 3 tháng 4 năm 1736), qua đời khi còn nhỏ.
8. Maria Fortunata d'Este (24 tháng 11 năm 1731 – 21 tháng 9 năm 1803), kết hôn với Louis François de Bourbon, Thân vương xứ Conti, không có con.
9. Benedetto Filippo d'Este (30 tháng 9 năm 1736 – 16 tháng 9 năm 1751), qua đời khi chưa kết hôn.
10. Maria Elisabetta Ernestina d'Este (12 tháng 2 năm 1741 – 4 tháng 8 năm 1774), kết hôn với Carlo Salomone, Bá tước xứ Serravalle.

## Tổ tiên
| \| \| \| \| \| \| \| \| \| \| \| \| \| \| \| \| \| \| \| \| 16. Henri IV của Pháp (=24) \| \| \| \| \| \| \| \| \| \| \| \| \| \| \| \| \| \| \| \| \| \| \| \| \| \| \| \| \| \| \| \| \| \| \| \| \| \| \| \| \| \| \| \| \| \| \| \| \| \| \| \| \| \| 8. Louis XIII của Pháp (=12) \| \| \| \| \| \| \| \| \| \| \| \| \| \| \| \| \| \| \| \| \| \| \| \| \| \| \| \| \| \| \| \| \| \| \| \| \| \| \| \| \| \| \| \| \| \| \| \| \| \| \| \| \| \| 17. Maria de' Medici (=25) \| \| \| \| \| \| \| \| \| \| \| \| \| \| \| \| \| \| \| \| \| \| \| \| \| \| \| \| \| \| \| \| \| \| \| \| \| \| \| \| \| \| \| \| \| \| \| \| \| \| \| \| \| \| 4. Philippe I xứ Orléans \| \| \| \| \| \| \| \| \| \| \| \| \| \| \| \| \| \| \| \| \| \| \| \| \| \| \| \| \| \| \| \| \| \| \| \| \| \| \| \| \| \| \| \| \| \| \| \| \| \| \| \| \| \| 18. Felipe III của Tây Ban Nha (=26) \| \| \| \| \| \| \| \| \| \| \| \| \| \| \| \| \| \| \| \| \| \| \| \| \| \| \| \| \| \| \| \| \| \| \| \| \| \| \| \| \| \| \| \| \| \| \| \| \| \| \| \| \| \| 9. Ana của Tây Ban Nha (=13) \| \| \| \| \| \| \| \| \| \| \| \| \| \| \| \| \| \| \| \| \| \| \| \| \| \| \| \| \| \| \| \| \| \| \| \| \| \| \| \| \| \| \| \| \| \| \| \| \| \| \| \| \| \| 19. Margarete của Áo (=27) \| \| \| \| \| \| \| \| \| \| \| \| \| \| \| \| \| \| \| \| \| \| \| \| \| \| \| \| \| \| \| \| \| \| \| \| \| \| \| \| \| \| \| \| \| \| \| \| \| \| \| \| \| \| 2. Philippe II xứ Orléans \| \| \| \| \| \| \| \| \| \| \| \| \| \| \| \| \| \| \| \| \| \| \| \| \| \| \| \| \| \| \| \| \| \| \| \| \| \| \| \| \| \| \| \| \| \| \| \| \| \| \| \| \| \| 20. Friedrich V của Pfalz \| \| \| \| \| \| \| \| \| \| \| \| \| \| \| \| \| \| \| \| \| \| \| \| \| \| \| \| \| \| \| \| \| \| \| \| \| \| \| \| \| \| \| \| \| \| \| \| \| \| \| \| \| \| 10. Karl I Ludwig của Pfalz \| \| \| \| \| \| \| \| \| \| \| \| \| \| \| \| \| \| \| \| \| \| \| \| \| \| \| \| \| \| \| \| \| \| \| \| \| \| \| \| \| \| \| \| \| \| \| \| \| \| \| \| \| \| 21. Elizabeth của Anh \| \| \| \| \| \| \| \| \| \| \| \| \| \| \| \| \| \| \| \| \| \| \| \| \| \| \| \| \| \| \| \| \| \| \| \| \| \| \| \| \| \| \| \| \| \| \| \| \| \| \| \| \| \| 5. Elisabeth Charlotte của Pfalz \| \| \| \| \| \| \| \| \| \| \| \| \| \| \| \| \| \| \| \| \| \| \| \| \| \| \| \| \| \| \| \| \| \| \| \| \| \| \| \| \| \| \| \| \| \| \| \| \| \| \| \| \| \| 22. Wilhelm V xứ Hessen-Kassel \| \| \| \| \| \| \| \| \| \| \| \| \| \| \| \| \| \| \| \| \| \| \| \| \| \| \| \| \| \| \| \| \| \| \| \| \| \| \| \| \| \| \| \| \| \| \| \| \| \| \| \| \| \| 11. Charlotte xứ Hessen-Kassel \| \| \| \| \| \| \| \| \| \| \| \| \| \| \| \| \| \| \| \| \| \| \| \| \| \| \| \| \| \| \| \| \| \| \| \| \| \| \| \| \| \| \| \| \| \| \| \| \| \| \| \| \| \| 23. Amalie Elisabeth xứ Hanau-Münzenberg \| \| \| \| \| \| \| \| \| \| \| \| \| \| \| \| \| \| \| \| \| \| \| \| \| \| \| \| \| \| \| \| \| \| \| \| \| \| \| \| \| \| \| \| \| \| \| \| \| \| \| \| \| \| 1. Charlotte Aglaé của Orléans \| \| \| \| \| \| \| \| \| \| \| \| \| \| \| \| \| \| \| \| \| \| \| \| \| \| \| \| \| \| \| \| \| \| \| \| \| \| \| \| \| \| \| \| \| \| \| \| \| \| \| \| \| \| 24. Henri IV của Pháp (=16) \| \| \| \| \| \| \| \| \| \| \| \| \| \| \| \| \| \| \| \| \| \| \| \| \| \| \| \| \| \| \| \| \| \| \| \| \| \| \| \| \| \| \| \| \| \| \| \| \| \| \| \| \| \| 12. Louis XIII của Pháp (= 8) \| \| \| \| \| \| \| \| \| \| \| \| \| \| \| \| \| \| \| \| \| \| \| \| \| \| \| \| \| \| \| \| \| \| \| \| \| \| \| \| \| \| \| \| \| \| \| \| \| \| \| \| \| \| 25. Maria de' Medici (=17) \| \| \| \| \| \| \| \| \| \| \| \| \| \| \| \| \| \| \| \| \| \| \| \| \| \| \| \| \| \| \| \| \| \| \| \| \| \| \| \| \| \| \| \| \| \| \| \| \| \| \| \| \| \| 6. Louis XIV của Pháp \| \| \| \| \| \| \| \| \| \| \| \| \| \| \| \| \| \| \| \| \| \| \| \| \| \| \| \| \| \| \| \| \| \| \| \| \| \| \| \| \| \| \| \| \| \| \| \| \| \| \| \| \| \| 26. Felipe III của Tây Ban Nha (=18) \| \| \| \| \| \| \| \| \| \| \| \| \| \| \| \| \| \| \| \| \| \| \| \| \| \| \| \| \| \| \| \| \| \| \| \| \| \| \| \| \| \| \| \| \| \| \| \| \| \| \| \| \| \| 13. Ana của Tây Ban Nha (= 9) \| \| \| \| \| \| \| \| \| \| \| \| \| \| \| \| \| \| \| \| \| \| \| \| \| \| \| \| \| \| \| \| \| \| \| \| \| \| \| \| \| \| \| \| \| \| \| \| \| \| \| \| \| \| 27. Margarete của Áo (=19) \| \| \| \| \| \| \| \| \| \| \| \| \| \| \| \| \| \| \| \| \| \| \| \| \| \| \| \| \| \| \| \| \| \| \| \| \| \| \| \| \| \| \| \| \| \| \| \| \| \| \| \| \| \| 3. Françoise Marie de Bourbon \| \| \| \| \| \| \| \| \| \| \| \| \| \| \| \| \| \| \| \| \| \| \| \| \| \| \| \| \| \| \| \| \| \| \| \| \| \| \| \| \| \| \| \| \| \| \| \| \| \| \| \| \| \| 28. Gaspard de Rochechouart de Mortemart \| \| \| \| \| \| \| \| \| \| \| \| \| \| \| \| \| \| \| \| \| \| \| \| \| \| \| \| \| \| \| \| \| \| \| \| \| \| \| \| \| \| \| \| \| \| \| \| \| \| \| \| \| \| 14. Gabriel de Rochechouart de Mortemart \| \| \| \| \| \| \| \| \| \| \| \| \| \| \| \| \| \| \| \| \| \| \| \| \| \| \| \| \| \| \| \| \| \| \| \| \| \| \| \| \| \| \| \| \| \| \| \| \| \| \| \| \| \| 29. Louise de Maure \| \| \| \| \| \| \| \| \| \| \| \| \| \| \| \| \| \| \| \| \| \| \| \| \| \| \| \| \| \| \| \| \| \| \| \| \| \| \| \| \| \| \| \| \| \| \| \| \| \| \| \| \| \| 7. Françoise-Athénaïs de Rochechouart de Mortemart \| \| \| \| \| \| \| \| \| \| \| \| \| \| \| \| \| \| \| \| \| \| \| \| \| \| \| \| \| \| \| \| \| \| \| \| \| \| \| \| \| \| \| \| \| \| \| \| \| \| \| \| \| \| 30. Jean de Grandseigne \| \| \| \| \| \| \| \| \| \| \| \| \| \| \| \| \| \| \| \| \| \| \| \| \| \| \| \| \| \| \| \| \| \| \| \| \| \| \| \| \| \| \| \| \| \| \| \| \| \| \| \| \| \| 15. Diane de Grandseigne \| \| \| \| \| \| \| \| \| \| \| \| \| \| \| \| \| \| \| \| \| \| \| \| \| \| \| \| \| \| \| \| \| \| \| \| \| \| \| \| \| \| \| \| \| \| \| \| \| \| \| \| \| \| 31. Catherine de la Béraudière \| \| \| \| \| \| \| \| \| \| \| \| \| \| \| \| \| \| \| \| \| \| \| \| \| \| \| \| \| \| \| \| \| \| \| \| \| \| \| \| \| \| \| \| \| \| \| \| \| \| \| \| |                                                    |  |  |  |  |  |  |  |  |  |  |  |  |  |  |  |
| |                                                    |  |  |  |  |  |  |  |  |  |  |  |  |  |  |  |
| | 16. Henri IV của Pháp (=24)                        |  |  |  |  |  |  |  |  |  |  |  |  |  |  |  |
| |                                                    |  |  |  |  |  |  |  |  |  |  |  |  |  |  |  |
| |                                                    |  |  |  |  |  |  |  |  |  |  |  |  |  |  |  |
| | 8. Louis XIII của Pháp (=12)                       |  |  |  |  |  |  |  |  |  |  |  |  |  |  |  |
| |                                                    |  |  |  |  |  |  |  |  |  |  |  |  |  |  |  |
| |                                                    |  |  |  |  |  |  |  |  |  |  |  |  |  |  |  |
| | 17. Maria de' Medici (=25)                         |  |  |  |  |  |  |  |  |  |  |  |  |  |  |  |
| |                                                    |  |  |  |  |  |  |  |  |  |  |  |  |  |  |  |
| |                                                    |  |  |  |  |  |  |  |  |  |  |  |  |  |  |  |
| | 4. Philippe I xứ Orléans                           |  |  |  |  |  |  |  |  |  |  |  |  |  |  |  |
| |                                                    |  |  |  |  |  |  |  |  |  |  |  |  |  |  |  |
| |                                                    |  |  |  |  |  |  |  |  |  |  |  |  |  |  |  |
| | 18. Felipe III của Tây Ban Nha (=26)               |  |  |  |  |  |  |  |  |  |  |  |  |  |  |  |
| |                                                    |  |  |  |  |  |  |  |  |  |  |  |  |  |  |  |
| |                                                    |  |  |  |  |  |  |  |  |  |  |  |  |  |  |  |
| | 9. Ana của Tây Ban Nha (=13)                       |  |  |  |  |  |  |  |  |  |  |  |  |  |  |  |
| |                                                    |  |  |  |  |  |  |  |  |  |  |  |  |  |  |  |
| |                                                    |  |  |  |  |  |  |  |  |  |  |  |  |  |  |  |
| | 19. Margarete của Áo (=27)                         |  |  |  |  |  |  |  |  |  |  |  |  |  |  |  |
| |                                                    |  |  |  |  |  |  |  |  |  |  |  |  |  |  |  |
| |                                                    |  |  |  |  |  |  |  |  |  |  |  |  |  |  |  |
| | 2. Philippe II xứ Orléans                          |  |  |  |  |  |  |  |  |  |  |  |  |  |  |  |
| |                                                    |  |  |  |  |  |  |  |  |  |  |  |  |  |  |  |
| |                                                    |  |  |  |  |  |  |  |  |  |  |  |  |  |  |  |
| | 20. Friedrich V của Pfalz                          |  |  |  |  |  |  |  |  |  |  |  |  |  |  |  |
| |                                                    |  |  |  |  |  |  |  |  |  |  |  |  |  |  |  |
| |                                                    |  |  |  |  |  |  |  |  |  |  |  |  |  |  |  |
| | 10. Karl I Ludwig của Pfalz                        |  |  |  |  |  |  |  |  |  |  |  |  |  |  |  |
| |                                                    |  |  |  |  |  |  |  |  |  |  |  |  |  |  |  |
| |                                                    |  |  |  |  |  |  |  |  |  |  |  |  |  |  |  |
| | 21. Elizabeth của Anh                              |  |  |  |  |  |  |  |  |  |  |  |  |  |  |  |
| |                                                    |  |  |  |  |  |  |  |  |  |  |  |  |  |  |  |
| |                                                    |  |  |  |  |  |  |  |  |  |  |  |  |  |  |  |
| | 5. Elisabeth Charlotte của Pfalz                   |  |  |  |  |  |  |  |  |  |  |  |  |  |  |  |
| |                                                    |  |  |  |  |  |  |  |  |  |  |  |  |  |  |  |
| |                                                    |  |  |  |  |  |  |  |  |  |  |  |  |  |  |  |
| | 22. Wilhelm V xứ Hessen-Kassel                     |  |  |  |  |  |  |  |  |  |  |  |  |  |  |  |
| |                                                    |  |  |  |  |  |  |  |  |  |  |  |  |  |  |  |
| |                                                    |  |  |  |  |  |  |  |  |  |  |  |  |  |  |  |
| | 11. Charlotte xứ Hessen-Kassel                     |  |  |  |  |  |  |  |  |  |  |  |  |  |  |  |
| |                                                    |  |  |  |  |  |  |  |  |  |  |  |  |  |  |  |
| |                                                    |  |  |  |  |  |  |  |  |  |  |  |  |  |  |  |
| | 23. Amalie Elisabeth xứ Hanau-Münzenberg           |  |  |  |  |  |  |  |  |  |  |  |  |  |  |  |
| |                                                    |  |  |  |  |  |  |  |  |  |  |  |  |  |  |  |
| |                                                    |  |  |  |  |  |  |  |  |  |  |  |  |  |  |  |
| | 1. Charlotte Aglaé của Orléans                     |  |  |  |  |  |  |  |  |  |  |  |  |  |  |  |
| |                                                    |  |  |  |  |  |  |  |  |  |  |  |  |  |  |  |
| |                                                    |  |  |  |  |  |  |  |  |  |  |  |  |  |  |  |
| | 24. Henri IV của Pháp (=16)                        |  |  |  |  |  |  |  |  |  |  |  |  |  |  |  |
| |                                                    |  |  |  |  |  |  |  |  |  |  |  |  |  |  |  |
| |                                                    |  |  |  |  |  |  |  |  |  |  |  |  |  |  |  |
| | 12. Louis XIII của Pháp (= 8)                      |  |  |  |  |  |  |  |  |  |  |  |  |  |  |  |
| |                                                    |  |  |  |  |  |  |  |  |  |  |  |  |  |  |  |
| |                                                    |  |  |  |  |  |  |  |  |  |  |  |  |  |  |  |
| | 25. Maria de' Medici (=17)                         |  |  |  |  |  |  |  |  |  |  |  |  |  |  |  |
| |                                                    |  |  |  |  |  |  |  |  |  |  |  |  |  |  |  |
| |                                                    |  |  |  |  |  |  |  |  |  |  |  |  |  |  |  |
| | 6. Louis XIV của Pháp                              |  |  |  |  |  |  |  |  |  |  |  |  |  |  |  |
| |                                                    |  |  |  |  |  |  |  |  |  |  |  |  |  |  |  |
| |                                                    |  |  |  |  |  |  |  |  |  |  |  |  |  |  |  |
| | 26. Felipe III của Tây Ban Nha (=18)               |  |  |  |  |  |  |  |  |  |  |  |  |  |  |  |
| |                                                    |  |  |  |  |  |  |  |  |  |  |  |  |  |  |  |
| |                                                    |  |  |  |  |  |  |  |  |  |  |  |  |  |  |  |
| | 13. Ana của Tây Ban Nha (= 9)                      |  |  |  |  |  |  |  |  |  |  |  |  |  |  |  |
| |                                                    |  |  |  |  |  |  |  |  |  |  |  |  |  |  |  |
| |                                                    |  |  |  |  |  |  |  |  |  |  |  |  |  |  |  |
| | 27. Margarete của Áo (=19)                         |  |  |  |  |  |  |  |  |  |  |  |  |  |  |  |
| |                                                    |  |  |  |  |  |  |  |  |  |  |  |  |  |  |  |
| |                                                    |  |  |  |  |  |  |  |  |  |  |  |  |  |  |  |
| | 3. Françoise Marie de Bourbon                      |  |  |  |  |  |  |  |  |  |  |  |  |  |  |  |
| |                                                    |  |  |  |  |  |  |  |  |  |  |  |  |  |  |  |
| |                                                    |  |  |  |  |  |  |  |  |  |  |  |  |  |  |  |
| | 28. Gaspard de Rochechouart de Mortemart           |  |  |  |  |  |  |  |  |  |  |  |  |  |  |  |
| |                                                    |  |  |  |  |  |  |  |  |  |  |  |  |  |  |  |
| |                                                    |  |  |  |  |  |  |  |  |  |  |  |  |  |  |  |
| | 14. Gabriel de Rochechouart de Mortemart           |  |  |  |  |  |  |  |  |  |  |  |  |  |  |  |
| |                                                    |  |  |  |  |  |  |  |  |  |  |  |  |  |  |  |
| |                                                    |  |  |  |  |  |  |  |  |  |  |  |  |  |  |  |
| | 29. Louise de Maure                                |  |  |  |  |  |  |  |  |  |  |  |  |  |  |  |
| |                                                    |  |  |  |  |  |  |  |  |  |  |  |  |  |  |  |
| |                                                    |  |  |  |  |  |  |  |  |  |  |  |  |  |  |  |
| | 7. Françoise-Athénaïs de Rochechouart de Mortemart |  |  |  |  |  |  |  |  |  |  |  |  |  |  |  |
| |                                                    |  |  |  |  |  |  |  |  |  |  |  |  |  |  |  |
| |                                                    |  |  |  |  |  |  |  |  |  |  |  |  |  |  |  |
| | 30. Jean de Grandseigne                            |  |  |  |  |  |  |  |  |  |  |  |  |  |  |  |
| |                                                    |  |  |  |  |  |  |  |  |  |  |  |  |  |  |  |
| |                                                    |  |  |  |  |  |  |  |  |  |  |  |  |  |  |  |
| | 15. Diane de Grandseigne                           |  |  |  |  |  |  |  |  |  |  |  |  |  |  |  |
| |                                                    |  |  |  |  |  |  |  |  |  |  |  |  |  |  |  |
| |                                                    |  |  |  |  |  |  |  |  |  |  |  |  |  |  |  |
| | 31. Catherine de la Béraudière                     |  |  |  |  |  |  |  |  |  |  |  |  |  |  |  |
| |                                                    |  |  |  |  |  |  |  |  |  |  |  |  |  |  |  |
| |                                                    |  |  |  |  |  |  |  |  |  |  |  |  |  |  |  |